# 汤山温泉别墅
汤山温泉别墅又被称为蒋介石温泉别墅，位于中国江苏省南京市江宁区汤山街道汤水河畔温泉路3号，始建于1920年，关于其最初的房主有陶保晋、张静江两种说法，以前一说法为主。1946年由南京市政府接收，并于当年秋至1947年3月重修，改为蒋中正、宋美龄专用的温泉别墅。1949后成为部队接待场所，现已对外开放。该建筑包括两层楼房5间和平房10间，楼房面朝东南，大青石墙面，悬山顶上覆以棕色筒形琉璃瓦。顶层中部为会客厅，东侧为卧室，西侧为书房和餐厅等，底层一半入地，沿走廊自西向东依次为随员池、卫士池、美龄池和总统池，走廊尽头设有暗道，通往当时的某处宪兵队驻扎地（现状已被封堵）。